# Govind Mahadeo Jambholkar
Govind Mahadeo Jambholkar es un diplomático indio jubilado.
- Entró al Indian Foreign Service y fue empleado en Bonn, Kuala Lumpur, El Cairo y Daca.
- En 1980 fue director en el Ministerio de Asuntos Exteriores (India).
- De 1980 a 1982 fue embajador en Mogadiscio.
- De 19 de abril de 1984 al 31 de agosto de 1987 fue Alto Comisionado en Nicosia.
- Del 19 de abril de 1984 al 31 de agosto de 1987 fue embajador en Vientián (Laos)[1]